# كلنو عليا (مقاطعة كلاردشت)
كلنو عليا (بالفارسية: کلنو علیا) هي قرية تقع في قسم بيرون‌بشم الريفي (مقاطعة كلاردشت) في إيران. يقدر عدد سكانها بـ 666 نسمة .